# Peerzebramot
De peerzebramot (Parornix anguliferella) is een vlinder uit de familie van de mineermotten (Gracillariidae). De wetenschappelijke naam werd voor het eerst geldig gepubliceerd in 1847 door Philipp Christoph Zeller.
De soort komt voor in Europa.